# نیروی بین مولکولی

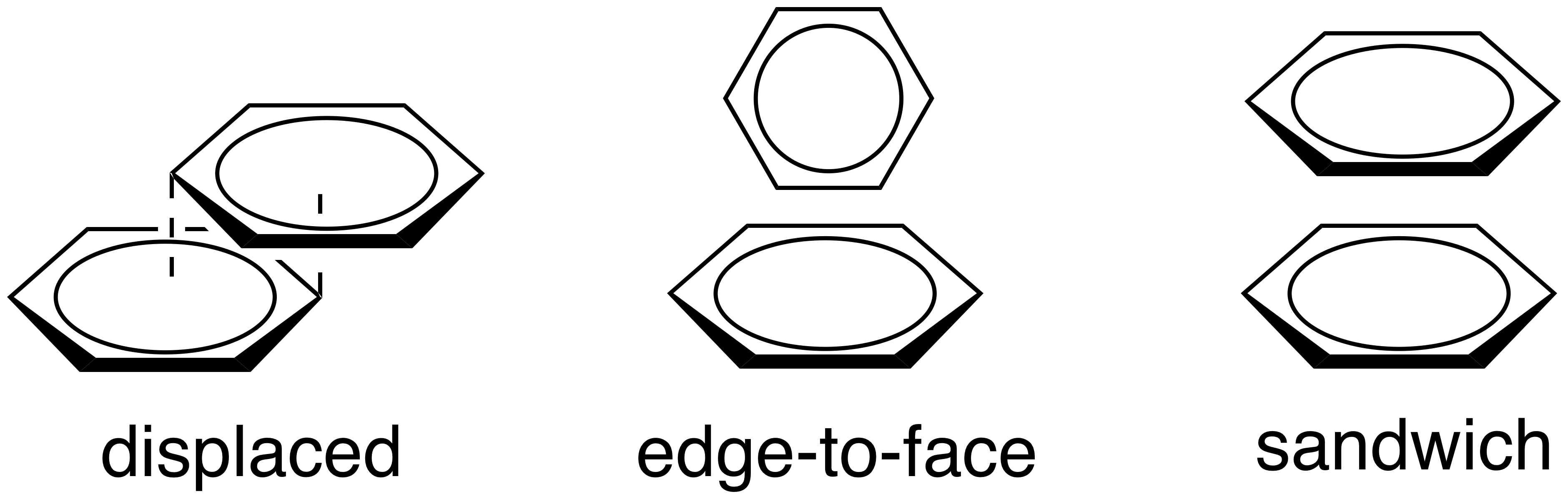
انواع حالت های رفتار بین مولکولی بنزن

نیروهای بین مولکولی به نیروهای جاذبه و دافعه‌ای گفته می‌شود که بین ذرات همجوار (اتم، مولکول یا یون) عمل می‌کنند. این نیرو نسبت به نیروی درون‌مولکولی، نیرویی که یک مولکول را یک‌جا نگه‌می‌دارد، ضعیف‌تر است. به عنوان مثال، پیوند کووالانسی موجود در داخل مولکول هیدروژن کلرید(HCl) بسیار قوی‌تر از نیروهای بین مولکول‌های همسایه(کنار هم) است، که زمانی وجود دارد که مولکول‌ها به اندازه کافی به یکدیگر نزدیک باشند. نیروهای بین مولکولی بسیار کوتاه برد هستند . یعنی وقتی فاصلهٔ مولکول‌ها، چند برابر فاصلهٔ بین مولکولی شود، نیروهای بین مولکولی بسیار کوچک و عملاً صفر خواهند شد .
نیروهای جاذبه ی بین مولکولی به گروههای زیر تقسیم می شوند:
- نیروی پیوند هیدروژنی
- نیروی یون-دوقطبی القایی (Ion–induced dipole forces)

- نیروی یون -دوقطبی (Ion–dipole forces)
- نیروی واندروالسی : 
  - نیروی پراکندگی لاندن (دوقطبی های لحظه ای - القایی) (fluctuating dipole–induced dipole interaction)
  - اثر کیسوم (دوقطبی های دائمی - دائمی) (permanent dipole - permanent dipole)
  - اثر دبای ( دوقطبی نوسانی-القایی) (permanent–induced dipoles)

## انواع نیروی بین مولکولی
نیروهای بین مولکولی به صورت متداول به دسته‌های زیر تقسیم می‌شوند:
پیوند های کووالانسی ، یونی، فلزی ، یون-دوقطبی ، دوقطبی-دوقطبی ، یون-دوقطبی لحظه ای ، دوقطبی-سه قطبی لحظه ای ، لاندن ، هیدروژنی ، واندروالسی
نیروهای همچسبی و دگرچسبی نیروهای موقت و سُست بین مولکول‌ها هستند و در واقع کِشش سطحی محسوب می‌شوند مثل تشکیل حباب که از اثرات کِشش سطحی است